# ルルルルズ
ルルルルズ（rourourourous）は日本のバンドである。2012年に東京で結成された。

## 概要
2012年東京にて結成。東京を中心に全国各所で活動を行なう。結成当初から地方フェスやサーキットフェスに多数出演。
2014年4月にリリースした1stアルバム『色即是空』はタワレコメンに選出され、空気公団、川谷絵音(indigo la End/ゲスの極み乙女)、いけだともこ(Shiggy Jr.)、コトリンゴ等多数のアーティストから賞賛を受けている。
2015年6月には、『New Action! ～Compilation Vol.2～』 にYogee New Wavesや水曜日のカンパネラと共に楽曲を提供する。

## ディスコグラフィー

### 企画
| タイトル                          | 発売日        | 品番      | 規格     | 補足                              |
| --------------------------------- | ------------- | --------- | -------- | --------------------------------- |
| New Action! ～Compilation Vol.2～ | 2015年6月24日 | AVC193058 | 12cmCD   | 「イロドリ」4曲目に収録           |
| いま、ここで歌おう                | 2016年2月19日 | RSC003    | 7inch EP | 限定発売 ７インチシングルレコード |

## 出演

### ラジオ
ルルルルズのはらくっちぃラジオ（ラジオ福島 2014年9月-2016年3月）

### インタビュー
- 音楽ナタリー「ルルルルズ、全国流通盤『色即是空』に川谷絵音らコメント」（2014年4月）
- Tunecore Japan「また聴きたい、ずっと聴きたい音楽を『ルルルルズ』」(2015年12月）